# Holt (Norfolk)
Holt è un paese di 3 550 abitanti della contea del Norfolk, in Inghilterra.